# Jean-Jacques Maurer
Jean-Jacques Maurer (25 februari 1931) is een Zwitsers voormalig voetballer die speelde als middenvelder.

## Carrière
Maurer speelde tussen 1949 en 1961 voor Lausanne-Sport, FC Biel-Bienne, FC Basel en Servette. In 1956 speelde hij twee interlands voor Zwitserland.